# Нялкъя
Нялкъя (устар. Нялк-Я) — река в Берёзовском районе Ханты-Мансийского автономного округа. Устье находится в 97 км по правому берегу реки Ляпин, напротив деревни Хурумпауль. Длина реки 20 км.

## Данные водного реестра
По данным государственного водного реестра России относится к Нижнеобскому бассейновому округу, водохозяйственный участок реки — Северная Сосьва, речной подбассейн реки — Северная Сосьва. Речной бассейн реки — (Нижняя) Обь от впадения Иртыша.

## Топографические карты
- Лист карты P-41-1,2 Бараки  Карьер. Масштаб: 1 : 100 000. Состояние местности на 1959 год. Издание 1961 г.